# Ethenyl

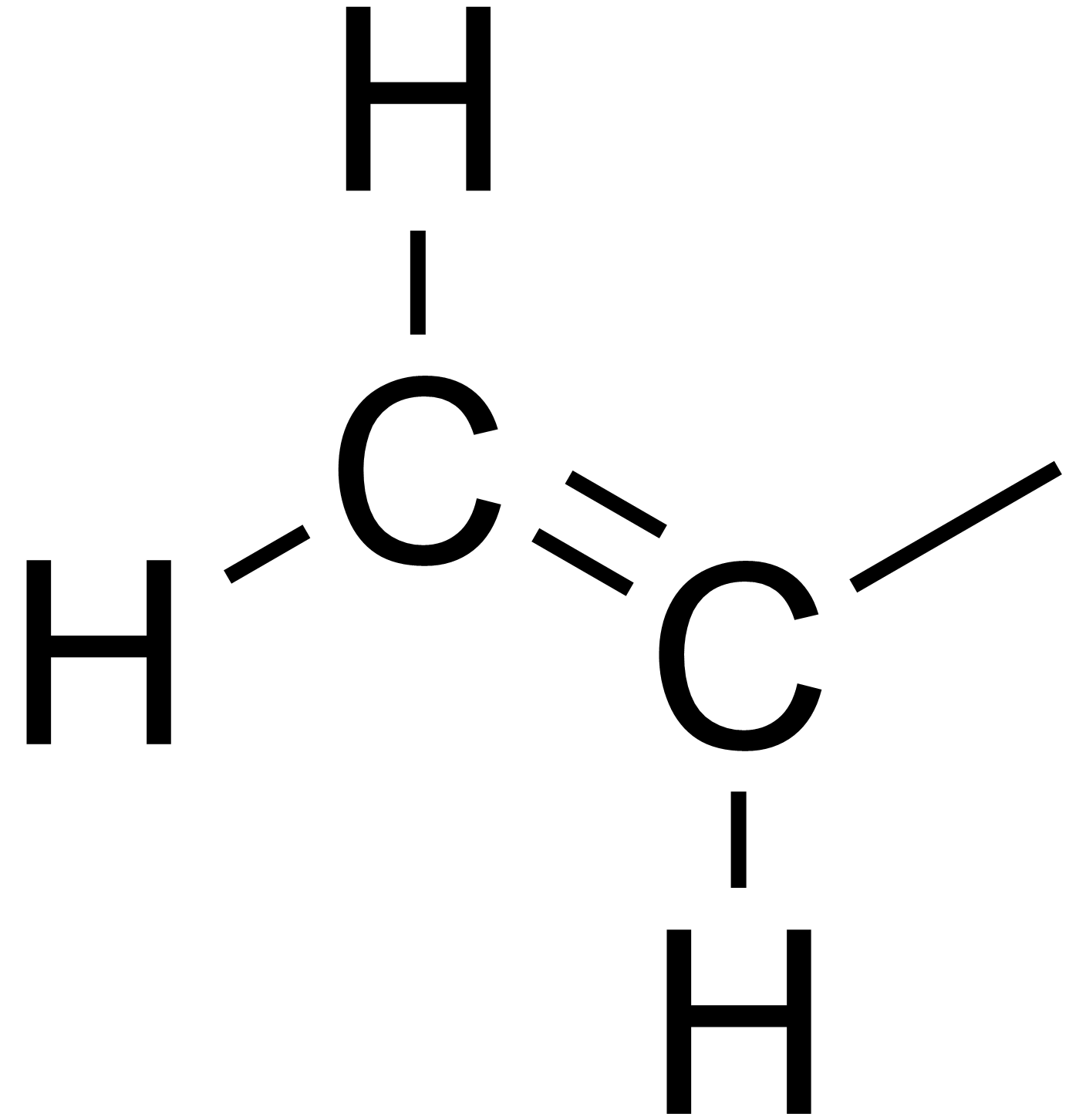
Strukturní vzorec ethenylu (vinylu).

Ethenyl (vinyl) je uhlovodíkový zbytek, který vznikne odtržením atomu vodíku od molekuly ethenu.
Z hlediska organické chemie se jedná o nenasycený acyklický uhlovodíkový zbytek – obecně alkenyl.
Vinylová skupina může polymerovat za vzniku vinylových polymerů, PV:
- PVC – PV chlorid, z vinylchloridu
- PVAc – PV acetát, z vinylacetátu
- PVA – PV alkohol, z vinylalkoholu
- PVF – PV fluorid, z vinylfluoridu
- polystyren („poly(vinylbenzen)“)
- a mnohé další